# John G. Fleagle
John Gwynn Fleagle (* 30. April 1948 in Burlington, North Carolina) ist ein US-amerikanischer Anatom und Paläontologe. Er erforscht insbesondere die Stammesgeschichte der Primaten und den Einfluss der Umwelt auf das Verhalten und den Bauplan der Primaten im Verlauf der zurückliegenden 50 Millionen Jahre. John Fleagle ist Professor am Fachbereich Anatomie der School of Medicine an der Stony Brook University in Stony Brook, New York.

## Forschung
John Fleagle erwarb 1971 den Bachelor-Abschluss an der Yale University und 1973 den Magister-Abschluss im Fach Anthropologie an der Harvard University. 1976 folgte in Harvard, ebenfalls im Fach Anthropologie, der Doktor-Grad (Ph.D.). Seine Dissertation trug den Titel Locomotion, Posture, and Comparative Anatomy of Malaysian Forest Primates. Bereits seit 1975 lehrt und forscht er am Fachbereich Anatomie der Stony Brook University, zunächst als Lecturer und seit 1984 als Professor.
Anfang der 1970er-Jahre begann Fleagle mit Hilfe von Filmaufnahmen die Effektivität der schwingenden Vorwärtsbewegungen von Siamangs, einer Gibbon-Art, zu analysieren. Nach 800 Beobachtungsstunden für seine Dissertation im Naturschutzgebiet Krau (Pahang, West-Malaysia) leitete er aus seinem Datenmaterial Folgerungen für die Rekonstruktion der Bewegungsweise von ursprünglichen Menschenartigen ab, die sich seiner Interpretation zufolge in Bäumen langsam und vierfüßig auf den Ästen fortbewegten.
Zudem befasste sich Fleagle seit Mitte der 1970er-Jahre mit der Analyse von fossilen Knochenfunden Gibbon-großer Affen aus dem Miozän Afrikas, u. a. mit Funden aus der Grabungsstelle Nakap IV (Region Karamoja, Ost-Uganda). Gemeinsam mit Elwyn L. Simons publizierte er 1978 die Erstbeschreibung der miozänen Gattung Micropithecus und ihrer Typusart Micropithecus clarki, beruhend auf Funden aus dieser Grabungsstelle.
In den 1980er-Jahren forschte er u. a. in Ägypten über die anatomischen Besonderheiten des 1965 erstmals wissenschaftlich beschriebenen Aegyptopithecus aus dem Oligozän, der sich, ähnlich wie die von ihm in Uganda entdeckten, etwas jüngeren Arten, vermutlich auf Astwerk vierfüßig fortbewegte.
Von 2004 bis 2007 war Fleagle Direktor des damals in Gründung befindlichen Turkana Basin Institute im Turkana-Becken in Nord-Kenia; in dieser Region nahe dem Turkana-See wurden u. a. miozäne Primaten wie Turkanapithecus kalakolensis und Afropithecus turkanensis sowie – weiter nördlich in Äthiopien – die zu den frühesten Nachweisen des anatomisch modernen Menschen (Homo sapiens) zählenden Fossilien Omo 1 und Omo 2 entdeckt.
Seine Forschungen an fossilen Primaten gingen 1988 in das 2013 in dritter Auflage erschienene Standardwerk Primate Adaptation and Evolution ein, dessen zweite Auflage von der American Library Association als „Outstanding Academic Book of 1999“ ausgezeichnet wurde.
John Fleagle ist u. a. Mitglied der wissenschaftlichen Gesellschaft Sigma Xi, der American Association of Physical Anthropologists, der Society of Vertebrate Paleontology und der International Biogeography Society. Ihm zu Ehren wurde 2013 die Typusart der Gattung Rukwapithecus benannt: Rukwapithecus fleaglei.

## Schriften (Auswahl)
Bücher
- mit Russell L. Ciochon: Primate Evolution and Human Origins. Routledge, London 1988, ISBN 978-0202011752.
- mit Russell L. Ciochon: The Human Evolution Source Book. 2. Auflage. Routledge, London 2003, ISBN 978-0130329813.
- mit Kenneth Christopher Beard und Shawn M. Lehman (Hrsg.): Primate Biogeography: Progress and Prospects. Springer, 2006, ISBN 978-0-387-29871-9.
- mit Christopher C. Gilbert (Hrsg.): Elwyn Simons: A Search for Origins. Springer, New York 2008, ISBN 978-0-387-73895-6.
- mit Frederick E. Grine und Richard E. Leakey (Hrsg.): The First Humans. Origin and Early Evolution of the Genus Homo. Springer Netherlands, Dordrecht 2009, ISBN 978-1-4020-9979-3.
- mit Kaye Reed und Richard E. Leakey (Hrsg.): The Paleobiology of Australopithecus. Springer Netherlands, Dordrecht 2013, ISBN 978-94-007-5918-3.
- mit Eric Delson u. a. (Hrsg.): Out of Africa I. The first Hominin Colonization of Eurasia. Springer Science + Business Media, Dordrecht 2010, ISBN 978-90-481-9036-2.
- Primate Adaptation and Evolution. 3. Auflage. Academic Press, Cambridge (Massachusetts), 2013, ISBN 978-0123786326.

Fachartikel
- Size distributions of living and fossil primate faunas. In: Paleobiology. Band 4, Nr. 1, 1978, S. 67–76, doi:10.1017/S0094837300005698.
- mit Elwyn L. Simons: Humeral morphology of the earliest apes. In: Nature. Band 276, 1978, S. 705–707, doi:10.1038/276705a0.
- mit Elwyn L. Simons: Micropithecus clarki, a small ape from the Miocene of Uganda. In: American Journal of Physical Anthropology. Band 49, Nr. 4, 1978, S. 427–440, doi:10.1002/ajpa.1330490402.
- Locomotor behavior of the earliest anthropoids: a review of the current evidence. In: Zeitschrift für Morphologie und Anthropologie. Band 71, Nr. 2, 1980, S. 149–156, Zusammenfassung.
- mit Richard F. Kay und Elwyn L. Simons: Sexual dimorphism in early anthropoids. In: Nature. Band 257, 1980, S. 328–330, doi:10.1038/287328a0.
- mit Thomas M. Bown, John D. Obradovich und Elwyn L. Simons: Age of the Earliest African Anthropoids. In: Science. Band 234, Nr. 4781, 1986, S. 1247–1249, doi:10.1126/science.234.4781.1247, Volltext.
- mit Ian McDougall und Francis H. Brown: Stratigraphic placement and age of modern humans from Kibish, Ethiopia. In: Nature. Band 433, 2005, S. 733–736, doi:10.1038/nature03258.
- als Herausgeber: Paleoanthropology of the Kibish Formation, Southern Ethiopia. In: Journal of Human Evolution. Band 55, Nr. 3, 2008, S. 359–530, Themenübersicht.

- A Forty Year Perspective: What Primates Have Taught Us About Being Human. In: Anthroquest. Band 2, Nr. 23, The Leakey Foundation 2009, S. 6–9, Volltext.

## Belege
1. ↑  MacArthur Fellows Program: John G. Fleagle. Auf: macfound.org, eingesehen am 7. Februar 2022.
2. ↑  John G. Fleagle: Dynamics of a brachiating siamang [Hylobates (Symphalangus) syndactylus]. In: Nature. Band 248, 1974, S. 259–260, doi:10.1038/248259a0.
3. ↑   John G. Fleagle: Locomotion and Posture of the Malayan Siamang and Implications for Hominoid Evolution. In: Folia Primatologia. Band 26, Nr. 4, 1976, S. 245–269, doi:10.1159/000155756.
4. ↑  John G. Fleagle: A small gibbon-like hominoid from the Miocene of Uganda. In: Folia Primatologica. Band 24, Nr. 1, 1975, S. 1–15, doi:10.1159/000155681.
5. ↑  John G. Fleagle und Elwyn L. Simons: Micropithecus clarki, a small ape from the Miocene of Uganda. In: American Journal of Physical Anthropology. Band 49, Nr. 4, 1978, S. 427–440, doi:10.1002/ajpa.1330490402.
6. ↑  John G. Fleagle und Elwyn L. Simons: The humerus of Aegyptopithecus zeuxis: A primitive anthropoid. In: American Journal of Physical Anthropology. Band 59, Nr. 2, 1982, S. 175–193, doi:10.1002/ajpa.1330590207.
7. ↑  Richard F. Kay, John G. Fleagle und Elwyn L. Simons: A revision of the Oligocene apes from the Fayum Province, Egypt. In: American Journal of Physical Anthropology. Band 55, Nr. 3, 1981, S. 293–322, doi:10.1002/ajpa.1330550305.
8. ↑  Thomas M. Bown, Mary J. Kraus, Scott L. Wing, John G. Fleagle, Bruce H. Tiffney, Elwyn L. Simons und Carl F. Vondra: The Fayum Primate Forest Revisited. In: Journal of Human Evolution. Band 11, Nr. 7, 1982, S. 603–632, doi:10.1016/S0047-2484(82)80008-0.
9. ↑  Meave Leakey, Ari Grossman, Mercedes Gutiérrez, John G. Fleagle: Faunal Change in the Turkana Basin during the Late Oligocene and Miocene. In: Evolutionary Anthropology. Band 20, Nr. 6, 2011, S. 238–253 (Special Issue: The Turkana Basin), doi:10.1002/evan.20338.
10. ↑  Ian McDougall, Francis H. Brown und John G. Fleagle: Sapropels and the age of hominins Omo I and II, Kibish, Ethiopia. In: Journal of Human Evolution. Band 55, Nr. 3, 2008, S. 409–420, doi:10.1016/j.jhevol.2008.05.012.
11. ↑  Nancy J. Stevens et al.: Palaeontological evidence for an Oligocene divergence between Old World monkeys and apes. In: Nature. Band 497, 2013, S. 611–614, doi:10.1038/nature12161.

| Personendaten    | Personendaten                      |
| ---------------- | ---------------------------------- |
| NAME             | Fleagle, John G.                   |
| ALTERNATIVNAMEN  | Fleagle, John; Fleagle, John Gwynn |
| KURZBESCHREIBUNG | US-amerikanischer Paläontologe     |
| GEBURTSDATUM     | 30. April 1948                     |
| GEBURTSORT       | Burlington, North Carolina         |